# Warren (Indiana)
Warren is een plaats (town) in de Amerikaanse staat Indiana en valt bestuurlijk gezien onder Huntington County.

## Demografie
Bij de volkstelling in 2000 werd het aantal inwoners vastgesteld op 1272.
In 2006 is het aantal inwoners door het United States Census Bureau geschat op 1344, een stijging van 72 (5,7%).

## Geografie
Volgens het United States Census Bureau beslaat de plaats een oppervlakte van
2,4 km², geheel bestaande uit land. Warren ligt op ongeveer 261 m boven zeeniveau.

## Plaatsen in de nabije omgeving
De onderstaande figuur toont nabijgelegen plaatsen in een straal van 20 km rond Warren.